# مكان معين
المكان المعين عبارة عن مكان له اسم سمي به، بسبب أمر داخل في مسماه؛ كالدار، فإن تسميته بها بسبب الحائط والسقف وغيرهما وكلها داخلة في مسماه.